# سنگ‌نگاره پیروزی بهرام دوم
سنگ‌نگاره پیروزی بهرام دوم (ساخته حدود ۲۸۵ میلادی) شامل دو سنگتراش بزرگ از دوره ساسانی است که در زیر آرامگاه داریوش بزرگ در نقش رستم جای دارد. هر دو صحنه نبرد پادشاهان اسب سوار را نشان می‌دهد که دشمنان خود را نگون سار کرده‌اند. نقش پایین احتمالاً و نقش بالایی به قطعیت به بهرام دوم منسوب شده‌است. نقش بالایی ۷ متر درازا و سه متر ارتفاع دارد و در آن، نبرد پیروزمندانهٔ بهرام دوم با دشمنی که هویتش مشخص نیست را نشان داده‌است. در بالای این نقش و متصل به آن، نقشی به درازای ۶٫۷۰ متر و عرض ۲٫۳۵ متر تراشیده شده که از هر لحاظ با نقش پایینی ارتباط دارد و به‌همین جهت، آن را به بهرام منسوب کرده‌اند. اشمیت احتمال داده که این نقش به بهرام سوم که چهار ماه سلطنت کرد، تعلق دارد.